# Kicker (football américain)
Pour les articles homonymes, voir Kicker.

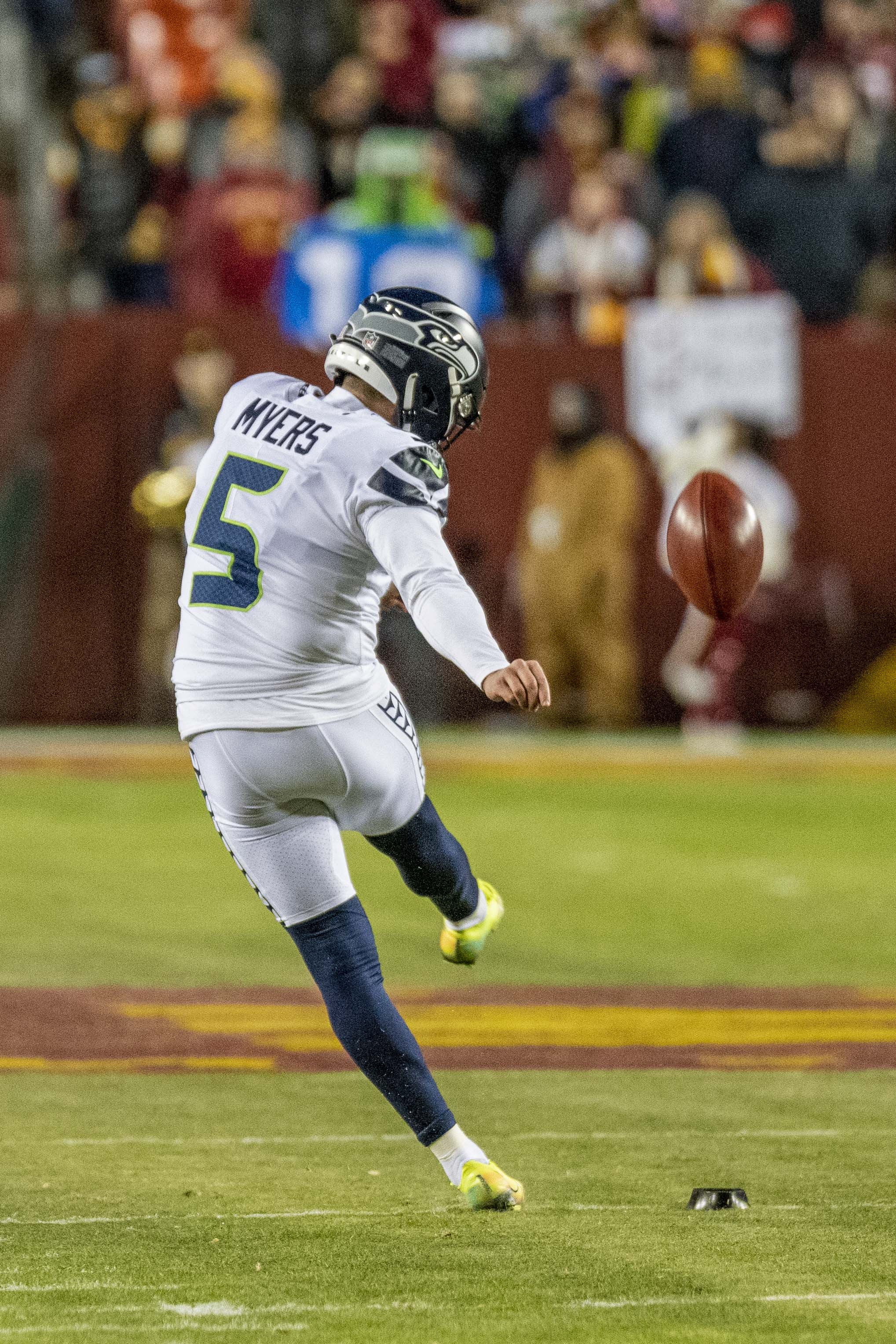
Jason Myers, kicker des Seahawks de Seattle.

Un kicker ou placekicker, appelé botteur de précision au Canada, est un joueur de football américain ou canadien évoluant dans les unités spéciales.
Il est chargé de frapper les field goals (botté de placement) valant trois points, les extra points (bottés de transformation) valant un point ainsi que les kickoffs (botté d'envoi).
Certaines équipes de National Football League (NFL) possèdent des spécialistes séparés, l'un étant chargé des kickoffs, l'autre s'occupant des extra points et des field goals.
De même, un kicker n'effectuera généralement un punt que si le punter est blessé (et vice-versa). Un même joueur assume souvent ces deux postes dans la Ligue canadienne de football, ses franchises ayant des effectifs actifs plus petits que dans la NFL.

## Qualités
Ce type de joueur doit posséder une précision et une puissance de frappe.
Il devient également, après avoir dégagé le ballon et principalement lors d'un punt ou kickoff, le dernier rideau défensif de son équipe et devient de facto la dernière personne à pouvoir arrêter le returner (retourneur), avant  qu'il ne pénètre dans la zone d'en-but.
En raison de leur faible nombre d'actions de jeu lors des matchs et de leur faible contact avec le ballon par rapport aux autres postes, les meilleurs kickers de la NFL ont souvent connu des carrières extrêmement longues, bien supérieures à celles d'un joueur typique. Parmi les huit joueurs de l'histoire de la NFL ayant joué au-delà de 45 ans, six sont des kickers : Morten Andersen, Gary Anderson, John Carney, Ben Agajanian, Adam Vinatieri et George Blanda (joueur le plus âgé de l'histoire de la NFL puisqu'il a joué jusqu'à 48 ans).

## Renommée
En 2017, seuls quatre kickers ont été intronisés au Pro Football Hall of Fame : George Blanda, Lou Groza, Jan Stenerud et Morten Andersen, et parmi eux, Stenerud et Andersen sont les seuls à ne pas avoir également joué à un autre poste.
Il n'y a qu'un seul joueur des unités spéciales (y compris les punters, les returners et les longs snappers) à avoir remporté le titre de MVP de la NFL – Mark Moseley (en) en 1982.
Néanmoins, puisqu'ils inscrivent des field goals et des extra points, les kickers inscrivent généralement plus de points que tout autre joueur de l'équipe, et très souvent, des matchs de football entiers peuvent se résumer à un seul coup de pied. Les 40 meilleurs joueurs de l'histoire de la NFL en termes de points en carrière sont tous des kickers, le wide receiver Jerry Rice classé 41e étant le premier joueur non kicker de la liste.

## Style
Les kickers d'aujourd'hui sont principalement des botteurs de « style football », distant de quelques pas du ballon, s'en approchant par la gauche (si droitier et vice versa si gaucher) et le frappant avec l'intérieur du pied. Tous les kickers actuels de la NFL utilisent ce style. Cette méthode a été introduite en 1957 par Fred Bednarski (en) et popularisée dans les années 1960 par des kickers comme Pete Gogolak (en) et son jeune frère Charlie (en), premier kicker à avoir été sélectionné lors d'un premier tour de draft.
Auparavant, la plupart des kickers utilisaient un « style direct (straight on) », qui nécessitait l'utilisation d'une chaussure spéciale extrêmement rigide et avec un orteil aplati et légèrement relevé. Dans le style , également connu sous le nom de style « straight-toe », le botteur s'approche du ballon directement par derrière, plutôt que par le côté, et frappe le ballon avec la pointe de sa bottine. Le dernier kicker de ce style à avoir joué dans la NFL était Mark Moseley (en) qui a pris sa retraite des Browns de Cleveland après la saison 1986. Le dernier kicker de ce style à avoir été sélectionné lors d'une draft a été Manny Matsakis (en), issu de l'Université Capital et choisi par la franchise des Eagles de Philadelphie en 1984. Les Vikings du Minnesota ont été la dernière franchise de la NFL à commencer à employer un botteur de « style football » après avoir engagé Benny Ricardo (en) en 1983.
|  |  |